# Yarram
Yarram – miasto w Australii, w stanie Wiktoria.